# Милеево (Хвастовичский район)
Милеево — село в Хвастовичском районе Калужской области Российской Федерации. Административный центр сельского поселения «Село Милеево».

## Физико-географическое положение
Расположено на Смоленско-Московской возвышенности, на юго-западе Калужской области, вблизи с границей Орловской области.

## Улицы
В селе находятся улицы:
- Садовая
- Ивановка
- Савочкина
- Гривская
- Афонина
- Слобода
- Молодёжная
- Глуховка

## История
Считается, что Милеево возникло на месте вятического поселения.
В писцовой книге за 1646 год (РГАДА (1209-1-192)). В составе Козельского уезда дудинской волости упоминается …село Фастовичи, деревня Красная деревня Милеева…В писцовой книге за 1678 год (РГАДА (1209-1-196)). В составе Козельского уезда Дудинской волости также упомянуты Село Хвостовичи, деревня Красная, деревня Милеева.
В 1709 году из ревизской сказки Козельского уезда известно, что село Фостовичи, деревня Милеева, деревня Красная в числе прочих принадлежат Никите Моисеевичу Зотову.учителю и наставнику Петра Великого.
С 1861 года стал центром Милеевской волости.
В 1897 являлась сельцом насчитывало 2534 жителя, земская школа.
В 1910 было закончено строительство церкви Воскресения Христа по проекту калужского епархиального архитектора, Сытина Николая Викторовича. В 1947-48 церковь была разобрана. По состоянию на 1917-й год входило в Жиздринский уезд Калужской губернии, было волостным центром Милеевской волости.

## Известные уроженцы, жители
Смирнов, Александр Фёдорович (1901—1983) — генерал-майор интендантской службы, участник Великой Отечественной войны.